# 日本総義歯補綴学会
日本総義歯補綴学会（にほんそうぎしほてつがっかい、Japan Society for Complete Denture;JSCD）とは、総義歯を中心とした学問を取り扱う専門団体の一つである。

## 概要
2000年に設立、2009年5月より日本総義歯補綴学会と呼称し、2010年7月に日本歯科臨床医学会の傘下に入る。

## 活動
現在は日本歯科臨床医学会の学会内学会として存続している。母体の日本歯科臨床医学会同様、拠点をSNS内としており、ネット投稿型の学術団体である。

## 構成
設立当初から構成員は歯科医師と歯科技工士によるものであった。統合先の日本歯科臨床医学会にも構成は踏襲されている。

## 加盟団体
- 日本歯科臨床医学会

## 関連学会(研究会)
- 日本歯科臨床医学会
- スタディーグループ富山勉強会